# 鄂肯布蘭德
鄂肯布蘭德（Erkenbrand）是在托爾金的傳說故事集裡登場的人物，他於《魔戒》第二部《雙城奇謀》裡首次出現。
他的名字Erkenbrand大概來自於两个古英語單詞：eorcan （意为"珍贵的"）和brand（意为"剑"）。

## 生平

### 原著
魔戒聖戰時期，鄂肯布蘭德是洛汗的西谷領主，他在聖盔谷之戰中起了關鍵性的重用，和白袍甘道夫一同率軍援助被強獸人部隊包圍的國王希優頓。
當希優頓與伊歐墨、葛林伯和艾海姆一同率洛汗軍隊去援助剛鐸時，鄂肯布蘭德仍留在洛汗防守，指揮投降的登蘭德人維修受到破壞的聖盔谷。战争结束后，鄂肯布蘭德被伊歐墨封為西馬克元帥。

### 改编
雖然鄂肯布蘭德並沒有出現在彼得·傑克森的《魔戒二部曲：雙城奇謀》中，但他有在《魔戒三部曲：王者再臨》裡短暫出場過。他也有出现在根据杰克森电影改編的魔戒集换卡牌游戏和电脑即時戰略遊戲《The Lord of the Rings: War of the Ring》裡。

## 参見
- 艾辛河渡口